# Condado de Filadelfia
El condado de Filadelfia (en inglés: Philadelphia County) fundado en 1682 es uno de 67 condados en el estado estadounidense de Pensilvania y coincide con la ciudad de Filadelfia. En el 2000 el condado tenía una población de 1 517 550 habitantes en una densidad poblacional de 4,337 personas por km². La sede del condado es Filadelfia.

## Geografía
Según la Oficina del Censo, el condado tiene un área total de 370 km² (142,9 mi²), de la cual 350 km² (135,1 mi²) es tierra y 21 km² (8,1 mi²) (5.29%) es agua.

### Condados adyacentes
- Condado de Montgomery (norte)
- Condado de Bucks (noreste)
- Condado de Burlington, Nueva Jersey (este)
- Condado de Camden, Nueva Jersey (sureste)
- Condado de Gloucester, Nueva Jersey (sur)
- Condado de Delaware (suroeste)

## Demografía
Según el censo de 2000, había 1 517 550 personas, 590 071 hogares y 352 272 familias residiendo en la localidad. La densidad de población era de 4,337.3 hab./km². Había 661,958 viviendas con una densidad media de 1,891.9 viviendas/km². El 45% de los habitantes eran blancos, el 43.2% afroamericanos, el 5.5% amerindios, el 0.3% asiáticos, el 0.01% isleños del Pacífico, el 5.8% de otras razas y el 2.2% pertenecía a dos o más razas. El 8.5% de la población eran hispanos o latinos de cualquier raza.

## Localidades

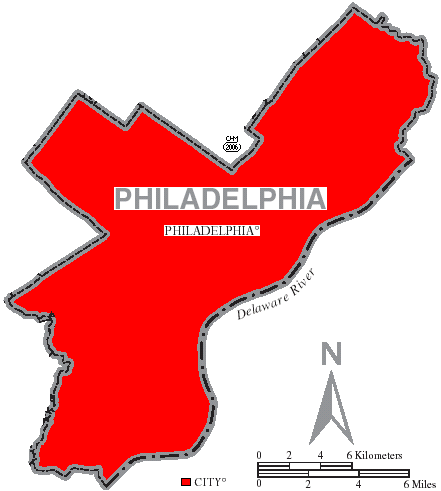
Mapa del condado de Filadelfia con la ciudad de Filadelfia

### Ciudades
- Filadelfia